# Ласе Куконен
Ласе Јухани Куконен (фин. Lasse Juhani Kukkonen — Оулу, 18. септембар 1981) професионални је фински хокејаш на леду који игра на позицијама одбрамбеног играча.
Троструки је фински олимпијац и освајач олимпијских медаља, те светски првак са светског првенства 2011. године. Током каријере играо је у 4 најјаче светске лиге, у НХЛ-у за Блекхоксе и Флајерсе, у КХЛ-у за Авангард и Металург, у финској лиги за Оулун, те у шведском првенству за Регле. Троструки је првак Финске, а у два наврата је проглашаван за најбољег дефанзивног играча првенства.

## Клупска каријера
Куконен је играчку каријеру започео у родном Оулуу као играч екипе Оулун Керпет у којој је играо за све млађе категорије. У сениорској екипи Керпета дебитовао је у сезони 1999/00. када је паралелно играо и за сениорски и за омладински тим. Три сезоне касније постао је и капитен свог тима.
У лето 2003. учествовао је на улазном драфту НХЛ лиге где га је као 151. пика у петој рунди одабрала екипа Чикаго блекхокса. У НХЛ-у је дебитовао већ у сезони 2003/04. када је за Блекхоксе одиграо 10 утакмица, док је остатак сезоне провео у њиховој АХЛ филијали Норфолк адмиралсима. Потом се враћа у матични Керпет за који је одиграо наредне две сезоне и са којим је у сезони 2004/05. освојио и своју прву од три титуле националног првака Финске.
Сезону 2006/07. поново започиње у дресу Блекхокса за које је одиграо 54 утакмице пре него што је у другом делу сезоне трејдован у Филаделфија флајерсе. По истеку двогодишњег уговора са Флајерсима враћа се у Европу и потписује једогодишњи уговор са руским Авангардом из Омска у КХЛ лиги. У дебитантској КХЛ сезони играо је и на ол-стар сусрету. Потом прелази у редове Металурга из Магнитогорска за који је играо две сезоне. 
Пре повратка у матични Керпет у сезони 2013/14. одиграо је и једну сезону у шведској лиги за екипу Реглеа, поставши тако један од ретких играча који је у каријери играо у 4 најјаче лиге на свету. Одмах по повратку у Финску постао је капитен Керпета са којим је у сезонама 2013/14. и 2014/15. дошао до две нове титуле националног првака.

## Репрезентативна каријера
Пре него што је заиграо у дресу сениорске репрезентације Финске Куконен је играо за све млађе репрезентативне селекције своје земље, освојивши притом једну титулу светског првака за играче до 18 година, те сребро на првенству за играче до 20 година.
За сениорску репрезентацију дебитовао је на „Евро хокеј туру” у сезони 2002/03, а први наступ на великој сцени остварио је на светском првенству 2004. године. Две године касније осваја прве медаље у репрезентативној каријеру, сребро на ЗОИ 2006. у Торину и нешто касније бронзу на светском првенству у Риги.
Био је део олимпијског тима Финске и на наредна два олимпијска турнира, на ЗОИ 2010. у Ванкуверу и ЗОИ 2014. у Сочију. У оба наврата Финци су освојили бронзане медаље. На светским првенствима играо је укупно 10 пута (закључно са СП 2017), а највећи успех остварио је на СП 2011. у Словачкој када су Финци освојили титулу светских првака.